# Ghiacciaio Barrett
Il Ghiacciaio Barrett  (in lingua inglese: Barrett Glacier) è un ghiacciaio antartico, lungo 30 km, che fluisce tra i Longhorn Spurs e le Gabbro Hills fino alla Barriera di Ross, nelle Prince Olav Mountains, catena montuosa che fa parte dei Monti della Regina Maud, in Antartide. 
La denominazione è stata assegnata dal gruppo di esplorazione sud della New Zealand Geological Survey Antarctic Expedition (1963–64) in onore del geologo neozelandese Peter J. Barrett, componente del gruppo.